# The Queen of Spain
The Queen of Spain (La reina de España) è un film del 2016 scritto e diretto da Fernando Trueba.
La pellicola, con protagonista Penélope Cruz, è il sequel del film del 1998 La niña dei tuoi sogni; l'intero cast principale del primo capitolo riprende i ruoli in questo seguito.

## Trama
Nel 1956, la diva hollywoodiana spagnola Macarena Granada torna nella Spagna franchista per interpretare la regina Isabella di Castiglia in una co-produzione cinematografica ispano-americana in costume tipica del periodo. Durante le riprese, Macarena incontra ex amici e colleghi, si innamora di un ragazzo della troupe e conduce una folle spedizione per liberare un combattente della Resistenza antifranchista, internato in un campo di lavoro.

## Promozione
Il primo teaser trailer del film viene diffuso il 21 giugno 2016.

## Distribuzione
Il film è stato distribuito nelle sale cinematografiche spagnole il 25 novembre 2016, mentre in Italia ed in altri paesi a partire dal 22 marzo 2021 su Prime Video.